# 岸根順一郎
岸根 順一郎（きしね じゅんいちろう、1967年- ）は、日本の物理学者、博士（理学）。放送大学教授。専門は理論物理学（特に物質の対称性と機能についての理論的研究）。

## 経歴
東京大学大学院理学系研究科物理学専攻博士課程修了(1996年)。岡崎国立共同研究機構・分子科学研究所助手（1996‐2003年）、マサチューセッツ工科大学客員研究員（2000‐2001年）、九州工業大学工学研究院助教授・准教授（2003‐2012年）を経て、放送大学教授・博士（理学）。専攻、理論物理学（物性理論）。

### 職歴
- 2012年4月 - 放送大学教養学部「自然と環境」コース教授, 大学院文化科学研究科「自然環境科学」プログラム教授
- 2007年4月 - 2012年3月 九州工業大学 大学院工学研究院 基礎科学研究系 量子物理学部門, 准教授
- 2003年9月 - 2007年3月 九州工業大学 工学部 数理情報基礎講座, 助教授
- 1996年9月 - 2003年8月 岡崎国立共同研究機構 分子科学研究所, 助手

- 以下の客員・非常勤講師を歴任。2023年7月 - 現在分子科学研究所, 特別訪問教授 2021年4月 - 現在東京大学, 総合文化研究科, 客員教授 2013年 - 現在東京大学教養学部, 非常勤講師 2023年 - 2023年千葉大学理学部, 非常勤講師 2020年4月 - 2022年3月京都大学, 大学院理学研究科・化学専攻・キラル物性科学講座, 客員教授 2019年4月 - 2022年3月自然科学研究機構・分子科学研究所, 物質分子科学研究領域, 客員教授 2022年 - 2022年名古屋大学工学部, 非常勤講師 2019年 - 2019年大阪府立大学, 工学部, 非常勤講師 2017年 - 2017年神戸大学大学院, 理学研究科, 非常勤講師 2015年 - 2015年東北大学大学院理学研究科, 非常勤講師 2014年 - 2014年大阪大学大学院基礎工学研究科, 非常勤講師 2013年 - 2013年新潟大学大学院自然科学研究科, 非常勤講師 2013年 - 2013年名古屋大学大学院理学研究科, 非常勤講師

## 主な著書
- 『熱力学』裳華房 2023年11月 (ISBN: 9784785324124)
- 『自然科学はじめの一歩』 共著 大森, 聡一, 二河, 成男, 安池, 智一, 隈部, 正博 放送大学教育振興会 2022年3月 (ISBN: 9784595323577)
- 『初歩からの物理』 共著 松井, 哲男 放送大学教育振興会 2022年3月 (ISBN: 9784595323553)
- 『量子物理学』共著 松井, 哲男 放送大学教育振興会 2021年3月 (ISBN: 9784595322839)
- 『力と運動の物理』共著 松井, 哲男 放送大学教育振興会 2019年3月 (ISBN: 9784595319655)
- 『現代物理の展望』共著 松井, 哲男 放送大学教育振興会 2019年 (ISBN: 9784595141218)
- 『物理の世界』共著 松井, 哲男 放送大学教育振興会 2017年 (ISBN: 9784595317453)
- 『初歩からの物理』共著 米谷, 民明 (担当:共著) 放送大学教育振興会 2016年 (ISBN: 9784595316425)
- 『自然科学はじめの一歩』共著 大森, 聡一 放送大学教育振興会 2015年 (ISBN: 9784595315848)
- 『量子と統計の物理』 共著 米谷, 民明 放送大学教育振興会 2015年 (ISBN: 9784595315787)
- 『場と時間空間の物理 : 電気、磁気、重力と相対性理論』 共著 米谷, 民明 放送大学教育振興会 2014年 (ISBN: 9784595315114)
- 『力と運動の物理』共著 米谷, 民明, 放送大学教育振興会 2013年 (ISBN: 9784595314445)
- 『力学』共著 平尾, 淳一,牧野, 哲, 師, 啓二, 徳永, 旻, 木村, 博 森北出版 (ISBN: 9784627158115)

主な論文については、参照。